# Tổng giáo phận Białystok
Tổng giáo phận Białystok, Ba Lan (tiếng Latinh: Bialostocen(sis)) là một giáo phận của Giáo hội Công giáo Rôma tại Ba Lan. Tổng giáo phận thuộc miền đông bắc Ba Lan. Nhà thờ chính tòa  của Tổng giáo phận Białystok là Bazylika Archikatedralna Wniebowzięcia NMP, một Tiểu Vương cung thánh đường ở thành phố Białystok. Tổng giáo phận Białystok cũng có một Tiểu Vương cung thánh đường nhỏ thứ hai là Bazylika Ofiarowania Najświętszej Marii Panny, được dành để dâng lên Đức Trinh Nữ Maria, ở Różanystok.
Theo số liệu thống kê đến năm 2014, Tổng giáo phận Białystok đã phục vụ mục vụ cho 351.550 giáo dân (83,0% trong tổng số 423.476; tuy nhiên chỉ có 43,2% là tín hữu tích cực) trên 5.550 km² tại 114 giáo xứ và 25 giáo điểm với 403 linh mục (380 giáo phận, 23 tu sĩ), 204 giáo dân (28 nam, 176 nữ) và 60 chủng sinh.

## Lịch sử
- Giáo phận Được thành lập ngày 5 tháng 6 năm 1991 với tên gọi Giáo phận Białystok trên lãnh thổ Ba Lan tách ra từ Tổng giáo phận Thủ đô Vilnius ở Lithuania. Tháng 6 năm 1991, Giáo hoàng Gioan Phaolô II đã có chuyến thăm đến nơi này.
- Được thăng cấp vào ngày 25 tháng 3 năm 1992 thành Tổng giáo phận Białystok

## Các Giám mục
- Edward Kisiel (1991- 1992), mất 1993; trước đó là Giám mục Chính tòa của Limata (1976- 1991) với tư cách là Giám quản Tông Tòa của Vilnius (Lithuania) (1976 - 1991)
- Stanisław Szymecki (1993 - 2000), trước đây là Giám mục của Kielce (Ba Lan) (1981 - 1993)
- Wojciech Ziemba (2000 - 2006), tiếp theo Tổng giám mục Metropolitan của Warmia (Ba Lan) (2006 - 2016); trước đó là Giám mục chính của Falerone (1982 - 1992) là Giám mục Phụ tá của Warmia (Ba Lan) (1982 - 1992), Giám mục Ełk (Ba Lan) (1992 - 2000)
- Edward Ozorowski (2006- 2017); trước đó là Giám mục chính của Bitetto (1979 - 2006), là Giám mục phụ tá của Vilnius (Lithuania) (1979- 1991), sau đó là Giám mục phụ tá của Białystok (1991 - kế vị)
- Tadeusz Wojda(2017 -...), trước đây là Thứ trưởng Bộ Truyền giáo Phúc âm hóa cho Dân tộc La mã (2012 - 2017).[1][2]